# The Way the Crow Flies
The Way the Crow Flies é o segundo romance da escritora e autora canadense Ann-Marie MacDonald. Foi publicado pela primeira vez pela Knopf Canadá em 2003. A história gira em torno de uma versão fictícia da morte de Lynne Harper e do subsequente julgamento por assassinato de Steven Truscott. O romance se passa no início da década de 1960, predominantemente na Estação Centralia da Força Aérea Real Canadense, localizada em uma pequena cidade perto de London, Ontário. Na história, o personagem Ricky Froelich, um filho adotivo Métis, é a versão fictícia de Steven Truscott.

## Recepção
The Way the Crow Flies foi indicado ao Prêmio Scotiabank Giller de 2003 e ao Prêmio Literário Lambda de 2004. O clube do Livro do Mês selecionou-o para distribuição.
No geral, o livro recebeu críticas positivas. No The Guardian, Aida Edemariam escreveu que "o romance é também um thriller, tão bem elaborado e formal como um storyboard de Hitchcock, até à repentina surpresa vertiginosa no final". No entanto, Edemariam afirmou: "MacDonald pode ser pesado com o contexto histórico, especialmente no primeiro capítulo desajeitado". Edemariam concluiu que "The Way the Crow Flies é, no final, comovente e compulsivamente legível". Escrevendo para a revista canadense Quill & Quire, Bronwyn Drainie afirmou que "na maior parte, este é um retrato envolvente e engenhosamente planejado de uma família canadense 'perfeita' dos anos 1960, lidando com todas as suas imperfeições". Drainie escreveu que, embora "os primeiros três quartos de The Way the Crow Flies sejam sólidos e cativantes, o quarto final [é] um desfecho um tanto decepcionante e introspectivo".